# 米庫拉斯一世
米庫拉斯一世（捷克語：Mikuláš I. Opavský，約1255年—1318年7月25日），奧帕瓦公爵，波希米亞國王奧托卡二世與情婦庫恩林的阿格尼絲的私生子。

## 家庭
1283年，米庫拉斯與奧地利的阿德海德結婚，兩人共有三個兒子：
1. 米庫拉斯（1288年—1365年）
2. 瓦茨瓦夫（約1290年—1367年）
3. 約翰（？年—1325年）